# The Space Lady
Susan Dietrich (Las Animas, Colorado, 1948) es una cantante y música estadounidense. Bajo el alias de Suzy Soundz o The Space Lady (TSL) crea música de los géneros de synth pop, pop psicodélico y música espacial. 

## Trayectoria
Durante tres décadas, de 1970 a 1990, Susan fue conocida por interpretar su música en las calles de la ciudad de Boston y el área de la bahía de San Francisco. Su alias de "The Space Lady" lo obtuvo luego de ser nombrada de esta manera en un concurso de músicos callejeros de la ciudad de Berkeley. 
En un inicio, Susan tocaba el acordeón y lo acompañaba de su suave voz soprano. Con un casco de plástico plateado con alas blancas y una luz roja intermitente en la parte superior (con el que actúa hasta el día de hoy), tocaba inquietantes y etéreas versiones de clásicos del rock and roll. En 1983 pasó del acordeón al entonces nuevo teclado de pilas Casiotone MT-40, que tocaba con un amplificador que también funcionaba con baterías. Su clásica canción "Synthesize Me" fue escrita por su exmarido, Joel Dunsany, durante esta transición a su uso del sintetizador.
Tras retirarse de la música en el año 2000, Susan dejó San Francisco y se mudó a Colorado para cuidar de sus padres. Ahí estudió en el Otero Junior College de La Junta, donde obtuvo un título en enfermería y donde también comenzó a trabajar como enfermera en un hogar de ancianos. Su relación con la música se redujo a vender uno que otro CD de grabaciones que había hecho en una grabadora de casete en 1990 y que luego digitalizó (The Space Lady Live in San Francisco). Un año después, el historiador de música Irwin Chusid publicó un libro (Songs in the Key of Z: The Curious Universe of Outsider Music) y un CD recopilatorio que rinde homenaje a la llamada "Outsider Music", un término que hace referencia a la música creada por músicos con poca o ninguna experiencia musical. En esta publicación incluyó la versión de TSL de "I Had Too Much to Dream Last Night" (por Annette Tucker/ Nancie Mantz). Esto, sumado a la distribución de copias piratas de su CD a través de Internet, llevó a que las personas se interesaran por su paradero.
En 2008, Susan conoció a Eric Schneider, un compositor, cantante y guitarrista acústico que actuaba como "Eric Ian" (su segundo nombre). La pareja se casó un año después y formó un dúo musical. En este proyecto, Susan acompañaba a Eric en sus canciones originales cantando armonías, tocando el acordeón y alternando con solos de flauta. Sin embargo, el proyecto nunca despegó. En 2012, después de sentir curiosidad por la vida anterior de Susan como The Space Lady, de quien nunca había oído hablar, Eric la retó a tocar para él con electrónicos. Cuando Susan volvió a armar su equipo e interpretó "Ghost Riders in the Sky" de Stan Jones, él la instó a salir de su retiro y continuar con su proyecto, ya no en la calle, sino en clubes y otros lugares bajo techo. Ante la duda que esto le generó, él prometió ayudarle en la gestión de su carrera, aprovechando sus años de experiencia en la gestión de seminarios.
Susan accedió a la propuesta de Eric y envió un correo electrónico a más de 1000 fanes diciendo: "¡The Space Lady ha vuelto!". A los pocos días, recibió ofertas de dos sellos discográficos europeos para permitirles lanzar un álbum. La pareja eligió a la disquera Night School Records de Londres, que produjo The Space Lady's Greatest Hits en el invierno de 2013. Este álbum contiene una docena de temas remasterizados del CD, además de un sencillo con una icónica foto de portada solarizada de TSL elaborada por Tinker Greene, un fotógrafo y poeta de San Francisco.
La primera gira mundial de The Space Lady comenzó en marzo de 2014 en la costa oeste de Estados Unidos, seguida por el Reino Unido en abril y Europa occidental en octubre y noviembre. Su gira incluyó no sólo las nuevas grabaciones, sino también camisetas y un colorido cartel de la gira que ella misma diseñó. En 2015, The Space Lady se embarcó en dos giras más: una por el este de América del Norte y una gira de seis semanas por el Reino Unido y Europa occidental y central.

## Orígenes musicales
Los padres de Susan eran músicos clásicos. Su madre era pianista y su padre violista. Estudió piano y flauta cuando era niña, aprendió a tocar la guitarra acústica mientras estaba en la universidad. Aprendió por sí misma a tocar un acordeón de teclado en las calles y en el metro de Boston a principios de los años 80, antes de hacer su transición a la música electrónica. The Space Lady probablemente sea más conocida por sus interpretaciones de Ghost Riders in the Sky (de Stan Jones) y Major Tom (Coming Home) (de Peter Schilling, en la traducción al inglés de Schilling con David Lodge). Sin embargo, también interpreta otras versiones, además de varias canciones compuestas por Joel Dunsany y por ella misma, por ejemplo, "The Ballad of Captain Jack" y "The Next Right Thing". Este última aparece en su LP de 2015 de Castle Face Records, junto con versiones de "Somewhere Over the Rainbow" (Arlen & Harburg), "Starman" (David Bowie) y "Across the Universe" (Lennon & McCartney).

## Vida personal
Susan nació en Pueblo, Colorado y creció en Las Animas, de donde se fue en 1966 para asistir a la Universidad de Colorado en Boulder. Sin embargo, le costó trabajo encontrar una dirección significativa en el mundo académico por lo que, después de poco más de dos años, se unió al movimiento hippie en San Francisco. En su camino hacia esa ciudad conoció a su primer marido, Joel Dunsany, quien en ese momento evadía el servicio militar obligatorio. Debido a sus temores de ser capturado y enviado a Vietnam o a prisión, vivieron sin documentos de identidad ni trabajo, haciendo un "juramento de pobreza" para protegerlo y evitar hacer cualquier contribución al complejo industrial-militar.
A lo largo de los años 70, Susan y su marido subsistieron gracias a sus obras de arte. Susan vendía en la calle dibujos, collages, folletos de poesía y diversas novedades, como insignias, pines y aretes de moda. Por su parte, Joel trabajaba en su proyecto musical personal, "The Cosmic Man", donde portaba el que ahora se ha convertido en el casco alado de The Space Lady. Sin embargo, su miedo le impidió actuar en público, por lo que la pareja decidió retirarte a una comunidad en Mount Shasta. Ahí conoció a una pareja que los convencieron de viajar con ellos a Boston, luego de intentar suerte en Alaska. No obstante, no realizaron apariciones públicas y la idea de la banda de Joel finalmente se abandonó. Tiempo después, Joel y Susan formaron un proyecto de cuatro músicos usando un sintetizador ambiental y guitarras llamadas "Blind Juggler". Pero ese proyecto también duró poco y, a excepción de un casete de música ambiental experimental llamado "The Cosmic Man", que fue cocreado por Joel y Susan, no salió más música de la pareja sino hasta 1980. En ese año, Susan empezó a tocar sola con un acordeón viejo y maltratado, desesperada por mantener a una familia con un bebé de 10 meses.
Entre dos y tres años más tarde, Susan se actualizó al recién lanzado Casiotone MT-40 y comenzó a cantar a través de un micrófono y un pedal de retardo (delay), usando el ahora icónico casco alado, así como un par de otros sombreros electrificados que Joel diseñó para ella. Al regresar a San Francisco en 1984, se convirtió en un éxito en la calle y el periódico Berkeley Barb la apodó "The Space Lady" luego de que participara y ganara el segundo lugar en su concurso "Favorite Street Musician" (músico callejero favorito). Susan mantuvo el nombre de TSL y en 1990 grabó muchas de sus mejores canciones para un casete que Joel produjo en casa para su venta en las calles. En 1992, Susan volvió a la música acústica (esta vez con un mejor acordeón), debido a las restricciones legales y los costos de tocar con medio electrónicos.
Después de un total de 20 años tocando en la calle, TSL se jubiló en 2000, dejó a Joel y regresó a su estado natal de Colorado para cuidar de sus padres. Se instaló en La Junta, Coloradocon Eric Schneider, su difunto esposo y mánager. Además de grabar nueva música y viajar por el mundo, Susan también es una activista vegana. Su carrera musical está a cargo de su nieto, Skyler Wright, quien ahora vive con ella en La Junta.

## Premios y reconocimientos
En 2014 se hizo aún más conocida cuando su primer LP terminó en la lista de The Guardian de The 101 Strangest Records (Los 101 discos más extraños) en Spotify. 

## Discografía
- 1987: The Cosmic Man de Amazing Thingz
- 1990: The Space Lady de Amazing Thingz
- 2004: Street-level Superstar (Owed to Boston)
- 2013: The Space Lady's Greatest Hits (Night School Records),[10]nombrado entre los 50 mejores álbumes de 2014 de la revista Vice y entre los "101 álbumes para escuchar antes de morir" de NME. [11]
- 2015: The Space Lady/Burnt Ones (Castle Face Records)
- 2016: ¡The Space Lady's Back! (Audible Love Recording Co.)